# Пансіонат «Шацькі озера»
Пансіонат «Шацькі озера» — пансіонат, розташований поблизу села Світязь Шацького району Волинської області, заснований в 1968 році як турбаза «Світязь». На сьогоднішній день нараховує 486 ліжко-місць різної комфортності.

## Історія пансіонату
Пансіонат «Шацькі озера» (початкова назва турбаза «Світязь») почав функціонувати з 1 липня 1968 року. В той час нараховувалось 160 ліжко-мість в будиночках літнього типу та 2 корпуси по 50 ліжко-місць, їдальня на 200 місць.
Вже в 1973 році кількість місць зросла до 420 (в будиночках літнього типу — 120, 300 — в корпусах, з них круглорічних — 200), їдальня збільшилась до 220 місць, з них 120 круглорічного функціонування. На території турбази функціонували: кінозал, танцювальний майданчик, пункт прокату туристичного інвентарю та плавзасобів.
З 1981 року турбаза «Світязь» перейменована на турбазу «Шацькі озера», а в травні 1995 року на пансіонат «Шацькі озера». У наш час[коли?] тут нараховується 486 ліжко-місць в корпусах з усіма зручностями, також є будиночки літнього типу зі зручностями на території.

## Лікування захворювань
У пансіонаті лікують захворювання органів дихання. Він має добротний лікувально-діагностичний корпус із сучасною апаратурою і обладнанням.

### Методи оздоровлення
- Фітотерапія,
- спелеотерапія,
- бальнеологія,
- рефлексотерапія,
- електро-світло-теплолікування,
- інгаляція,
- масаж,
- сауна,
- лікувальна фізкультура.

## Релігія
На території пансіонату «Шацькі озера» знаходиться православна (УПЦ МП) храм-каплиця Різдва Іоанна Предтечі, де в недільні та святкові дні ченцями Світязького Петропавлівського монастиря звершується божественна літургія. Поруч з каплицею діє іконна прилавка, де можна придбати релігійну літературу та церковне начиння.

## Галерея

В'їзний знак пансіонату
Один з корпусів пансіонату (осучаснений)
Пляж пансіонату
Їдальня
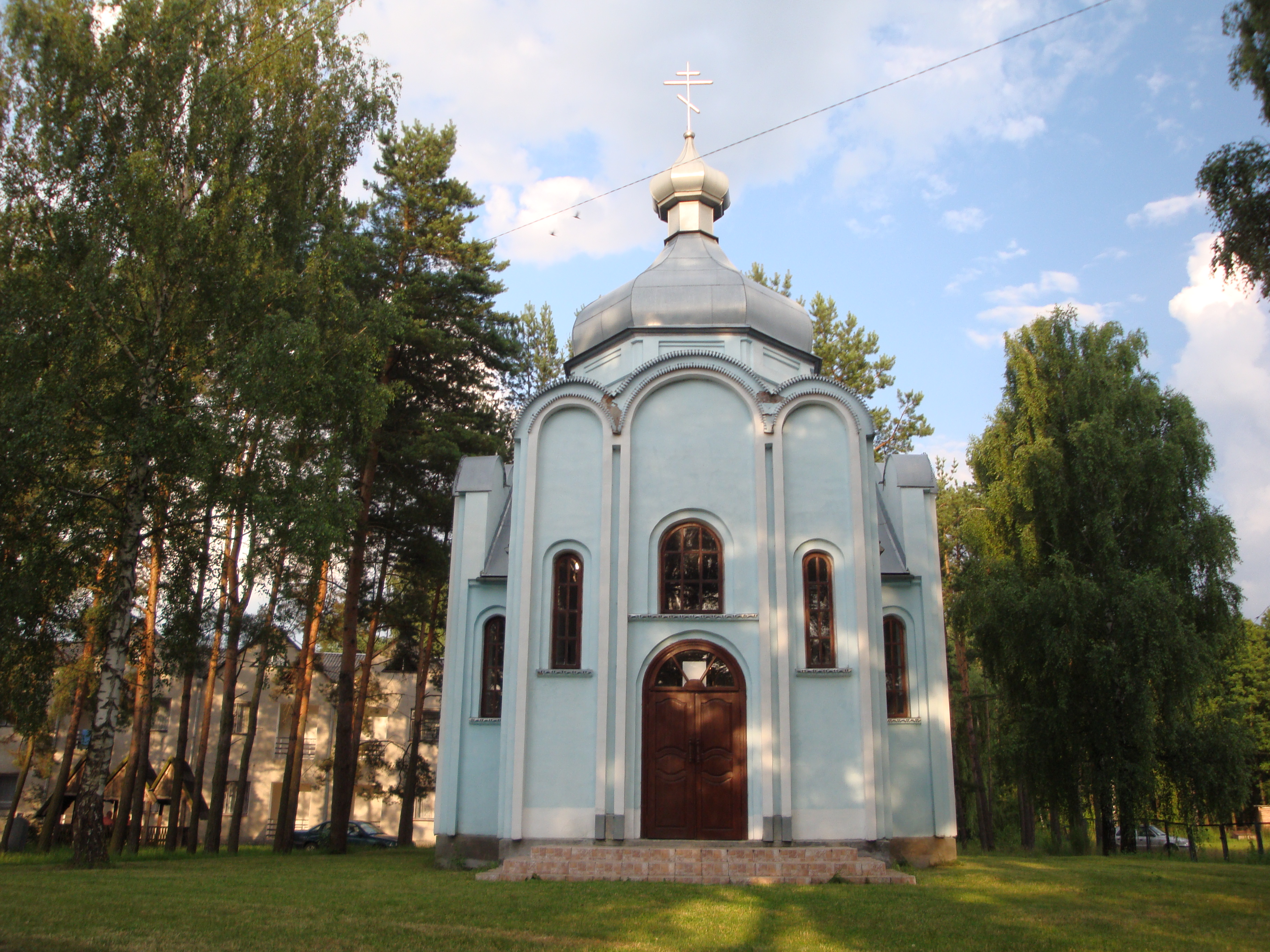
Західний фасад храму Різдва Іоанна Предтечі
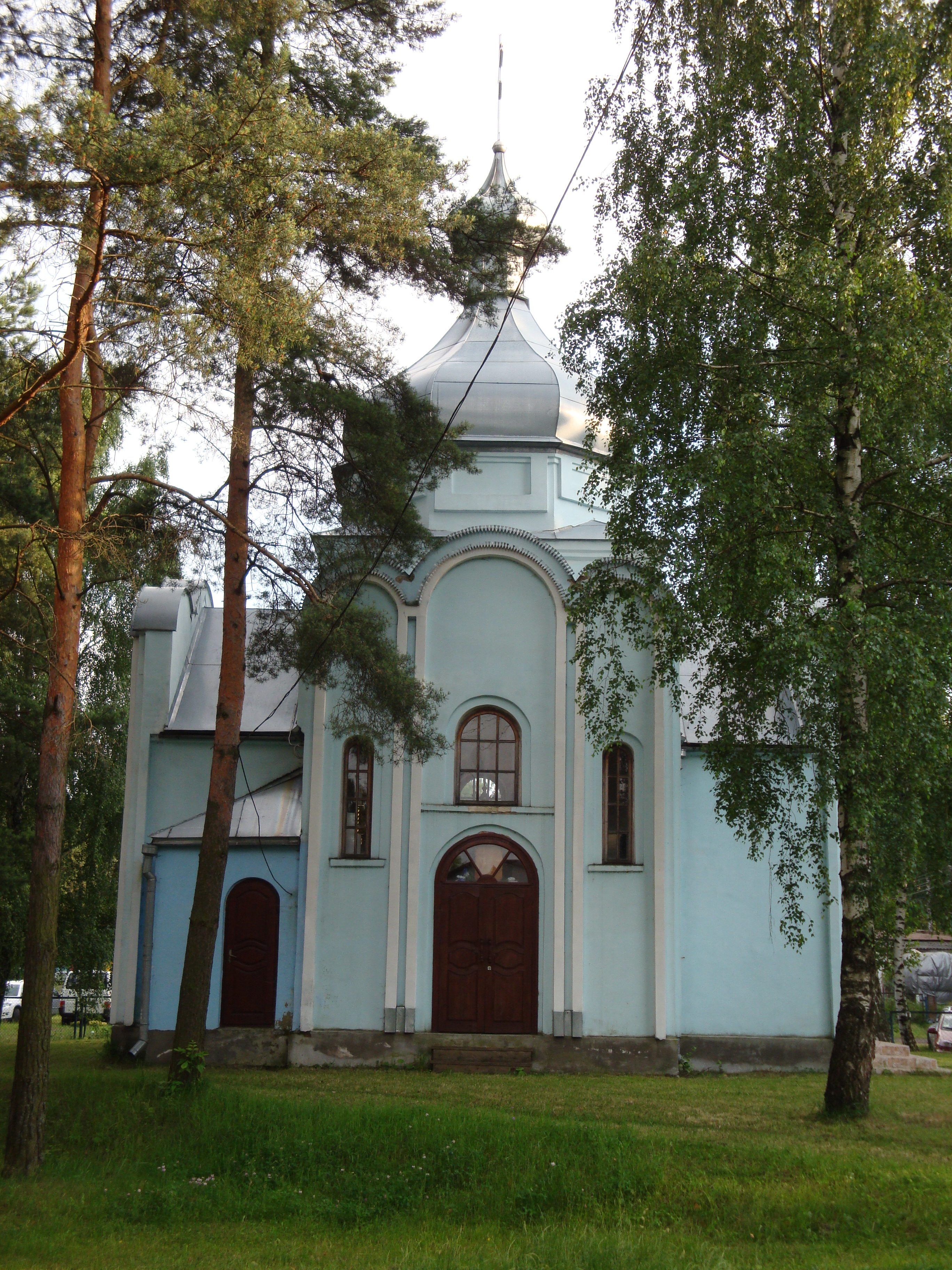
Північний фасад каплиці